# سيجي أويدا
سيجي أويدا (باليابانية: 上田清二؛ بالكانا: うえだ せいじ) هو عالم فلك ياباني، ولد في 1952 في كوشيرو في اليابان.